# アルテルナリオール
アルテルナリオール（英：Alternariol）は、アルテルナリア属の真菌から見つかる毒性のある代謝物である。穀物や果物に含まれる重要な汚染物質である。抗真菌作用と植物毒性を持つ。コリンエステラーゼを阻害することが報告されている。マイコエストロゲンでもある。
2017年のin vitroでのアッセイ研究では、アルテルナリオールは完全なアンドロゲン作動薬であると報告されている。